# کیپریپدیوم
کیپریپدیوم (نام علمی: Cypripedium) نام یک سرده از تیره ثعلبیان است.